# Voren Makalok
Voren Sterdžis Makalok (engl. Warren Sturgis McCulloch; Orindž, 16. novembar 1898 — Kembridž, 24. septembar 1969) bio je američki neurofiziolog i kibernetičar poznat po svom radu na osnovama određenih teorija mozga i doprinosu kibernetičkom pokretu. Zajedno sa Volterom Pitsom, Makalok je kreirao računarske modele zasnovane na matematičkim algoritmima zvanim logika praga, koji su podelili istraživanje na dva različita pristupa; jedan pristup se fokusirao na biološke procese u mozgu, a drugi na primenu neuronskih mreža na veštačku inteligenciju.

## Literatura
- Rebel Genius: Warren S. McCulloch's Transdisciplinary Life in Science (Cambridge, MA: MIT Press, 2016).
- New York Times (1969), Obituaries, September 25.
- Crevier, Daniel (1993), AI: The Tumultuous Search for Artificial Intelligence, BasicBooks, New York, NY.